# Кыргызское ханство (средневековое)
Кыргызский союз — кыргызское государственное и племенное объединение, существовавшее на территории современного Кыргызстана и сопредельных стран в XVI–XVIII веках. Был основан в 1514 году после распада государства Моголистан.
| Параметр        | Значение                                                      |
| --------------- | ------------------------------------------------------------- |
| Дата основания  | 1514                                                          |
| Дата ликвидации | 1762                                                          |
| Столица         | Барскоон, Андижан                                             |
| Площадь         | Более 120 тыс. км² [нет источника]                            |
| Религия         | Ислам                                                         |
| Население       | 100 000 чел. (в 1510 г.)                                      |
| Языки           | Кыргызский (бесписьменный), тюркские языки (письменные)       |
| Преемственность | Предшественники: Моголистан Преемники: Тагайская конфедерация |

## Политический строй
Общество кыргызов значительно отличалось от политической системы Моголистана. Объединение кыргызских племён формировало основы государственного устройства.
- Единый бий (кыргыз. Чоң бий) — ежегодно племена каждого крыла выбирали старшего бия, который формально координировал дела всех племен соответствующего крыла. На практике единый бий обладал ограниченной властью и носил символический характер. Его также иногда называли «ханом».
- Старший бий (кыргыз. Улук бий) — руководитель племенного объединения. Каждое объединение имело девиз (кыргыз. ураан), печать (кыргыз. мөөр) и сорок джигитов.
- Акалакчын бий — вожди племени внутри объединения.
- Младший бий (кыргыз. Кичи бий) — руководитель небольшого рода или сеока (Ата-Уула).

## История
Первоначально енисейские кыргызы переселились в Тянь-Шань и объединили «правое крыло» и «левое крыло», включая древние племена. В XV веке на территории нынешнего Кыргызстана сформировался Кыргызский улус в составе Моголистана. После распада Моголистана кыргызы обрели независимость; первым правителем стал Мухаммад Кыргыз. В этот период объединение кыргызов было разделено на «северное крыло» и «южное крыло».
В конце XVII века, при правлении Кудаяна хана, кыргызы северного крыла были вынуждены отступить на юго-запад из-за давления Джунгарского ханства. В середине XVIII века потомки пытались вернуть родные земли. Старший представитель племени в Андижане, Кубат-бий, был признан соседними странами царём всех кыргызов. В 1758 году сформировалось северное кыргызское племя под руководством Маматкул бия, а в 1759 году алайские и ошские кыргызы под предводительством Ажы бия признали Цинскую империю.

### Объединение кыргызских крыльев (XV век)
В середине XV века кыргызские племена с Алтая начали переселяться из лесов Моголистана на Тянь-Шань. Этот период считается важным этапом формирования кыргызской этнической и политической идентичности. Племенные объединения образовали двойственную систему — «правое крыло» и «левое крыло» — включавшую местные древнетюркские и монгольские племена. В результате кыргызы освоили территории Тянь-Шаня и Восточного Туркестана, а также Ферганскую долину.

## Кыргызско-могольский союз
В 1514 году кыргызы во главе с Мухаммадом Кыргызом принимали участие в борьбе могольского царевича Султан Саида с правителем Кашгара (эмиром Дуглатов) Абу Бекром. Союз с кочевниками помог восстановлению власти династии Чагатаидов в Джаркенте и Кашгаре. За заслуги Мухаммад Кыргыз был награждён поясом с золотой пряжкой, золотыми и серебряными чашами и кувшинами.

## Повод войны с моголами
Могольские феодалы нуждались в пастбищах для своих стад. Пастбищ становилось мало, а условия проживания в окрестностях Кашгара и Турфана были сложными. Моголы использовали любой повод для захвата земель кыргызов, что привело к военному конфликту.
Мухаммад Кыргыз поддерживал казахских ханов и совершал походы на Андижан, Аксы, Сайрам, Ташкент и Туркестан против Шейбанидов. В одном из походов кыргызское войско захватило в плен брата Шейбани-хана Абдуллу, которого впоследствии освободили с почестями. Эти действия вызвали открытое недовольство Султан Саид-хана, и осенью 1517 года он вторгся в кыргызские владения.

## Битва при Барскооне
Султан Саид разделил войско на три отряда и попытался внезапным ударом захватить ставку Мухаммада Кыргыз. Сражение происходило на равнине в низовьях реки Барскоон. Несмотря на отчаянное сопротивление кыргызов, численно и технически превосходящий противник одержал победу, и Мухаммад Кыргыз попал в плен. Он находился в Кашгаре пять лет в качестве почётного пленника.

## Перемирие
Несмотря на победу, Султан Саид-хан не смог полностью покорить кыргызов. Вскоре могольские войска покинули их земли. Кыргызское объединение укрепилось и продолжало господствовать на Тянь-Шане. В 1522 году Мухаммад Кыргыз был освобождён и получил титул эмир кыргызов, после чего вновь объединил народ и управлял им самостоятельно.